# Pieve di Gusaliggio
Pieve di Gusaliggio è una piccola frazione del comune di Valmozzola, in provincia di Parma.
La località dista 1,72 km da Mormorola, sede comunale di Valmozzola.

## Origini del nome
La località, detta originariamente Gisalecchio, deve il suo nome alla chiesa plebana che vi sorse nell'XI secolo.

## Storia
La prima testimonianza dell'esistenza di un insediamento abitato a Gusaliggio risale al 981, quando l'imperatore del Sacro Romano Impero Ottone II di Sassonia investì del territorio della Val Mozzola l'obertengo Adalberto di Baden, capostipite della casata dei Pallavicino.
Nell'XI secolo vi fu fondata l'originaria chiesa plebana, documentata a partire dal XIII secolo; la primitiva fortificazione a difesa della vallata fu costruita invece probabilmente nel XII secolo nei pressi dell'antica cappella di San Colombano, in seguito all'investitura dei Pallavicino del 1182 da parte dell'imperatore Federico Barbarossa.
Nel 1227 il feudo fu ereditato dal condottiero Oberto II, che vi si rifugiò nel 1268 dopo le pesanti sconfitte inflittegli da Carlo I d'Angiò; l'anno seguente, durante l'assedio che la rocca subì da parte dei guelfi parmigiani e piacentini, Oberto II vi morì, lasciando al figlio Manfredino i suoi beni.
In seguito Gusaliggio passò ai marchesi Pallavicino di Pellegrino. Nel 1428 il marchese Manfredo Pallavicino fu arrestato da Niccolò Piccinino, per conto di Filippo Maria Visconti, e confessò sotto tortura di aver congiurato contro il duca di Milano, che lo condannò a morte, incamerò tutti i suoi beni e nel 1438 li assegnò al Piccinino. Nel 1450 i Pallavicino furono nuovamente investiti del feudo di Gusaliggio.
Nel 1472 il duca Galeazzo Maria Sforza assegnò la rocca, dipendente dal castello di Pellegrino, al cugino Lodovico Fogliani, al quale concesse la facoltà di aggiungere al proprio il cognome Sforza, dando origine alla dinastia che si estinse col marchese Giovanni Fogliani Sforza d'Aragona; quest'ultimo, privo di eredi diretti, nel 1759 rinunciò ai propri feudi in favore di Federico Meli Lupi di Soragna, figlio di sua sorella Lucrezia.
Nel 1805 Napoleone decretò l'abolizione dei diritti feudali e Carlo Meli Lupi fu costretto a rinunciare alla rocca, che fu alienata alla famiglia Conti; i nuovi proprietari, dopo avervi vissuto per alcuni decenni, ne decisero la demolizione e utilizzarono le pietre quale materiale di costruzione del proprio palazzo nei pressi della chiesa di Santa Maria Assunta.
Fino agli inizi del XX secolo il Palazzo Conti fu utilizzato quale sede comunale di Valmozzola, poi trasferita nell'odierno edificio di Mormorola.

## Monumenti e luoghi d'interesse

### Chiesa di Santa Maria Assunta

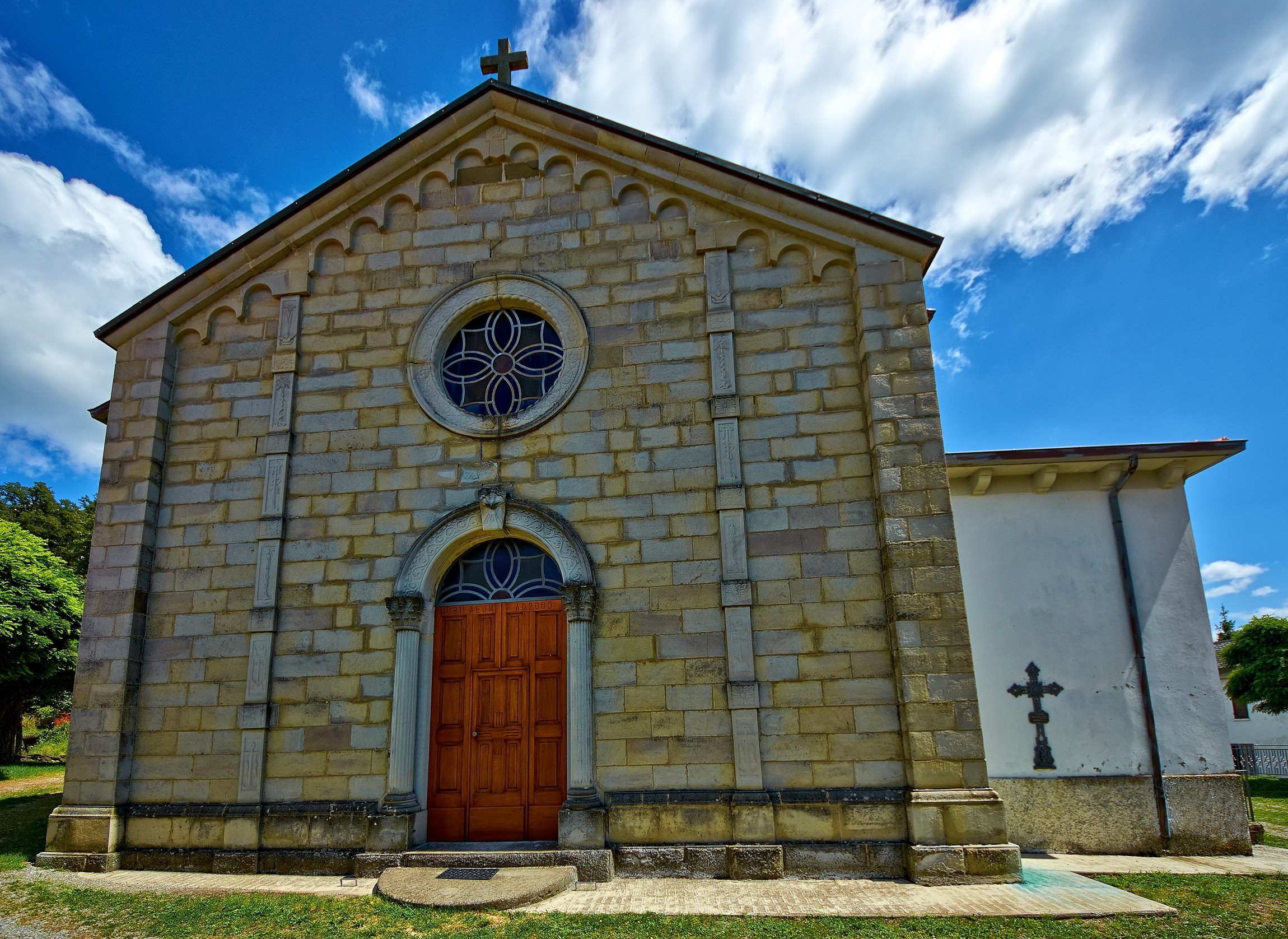
Chiesa di Santa Maria Assunta

Edificata originariamente in stile romanico nell'XI secolo, la pieve fu ricostruita in forme barocche nel 1704; ristrutturata internamente in stile neogotico nel 1912, fu dotata della facciata neoromanica nel 1965; la chiesa, internamente decorata con affreschi, conserva la seicentesca pala dell'Assunta, dipinta da Salvatore Pozzo, e alcune statue settecentesche.

### Oratorio di Sant'Antonio

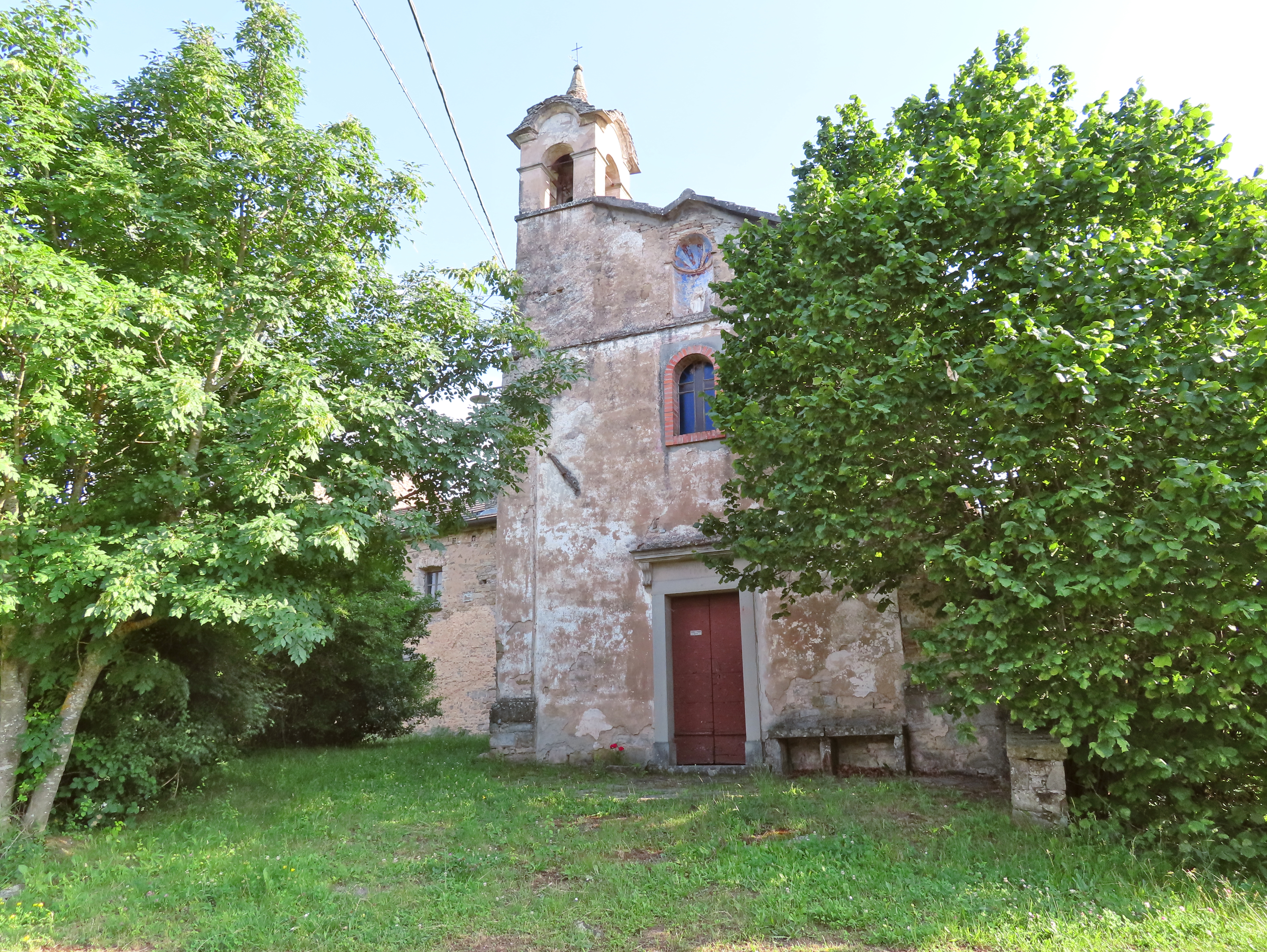
Oratorio di Sant'Antonio

Costruito in stile rinascimentale nel XVI secolo quale oratorio privato della nobile famiglia dei De Mutio, il luogo di culto di Sozzi fu restaurato nella facciata nel 1836; al suo interno le volte sono decorate con affreschi a motivi floreali e geometrici.

### Rocca di Gusaliggio

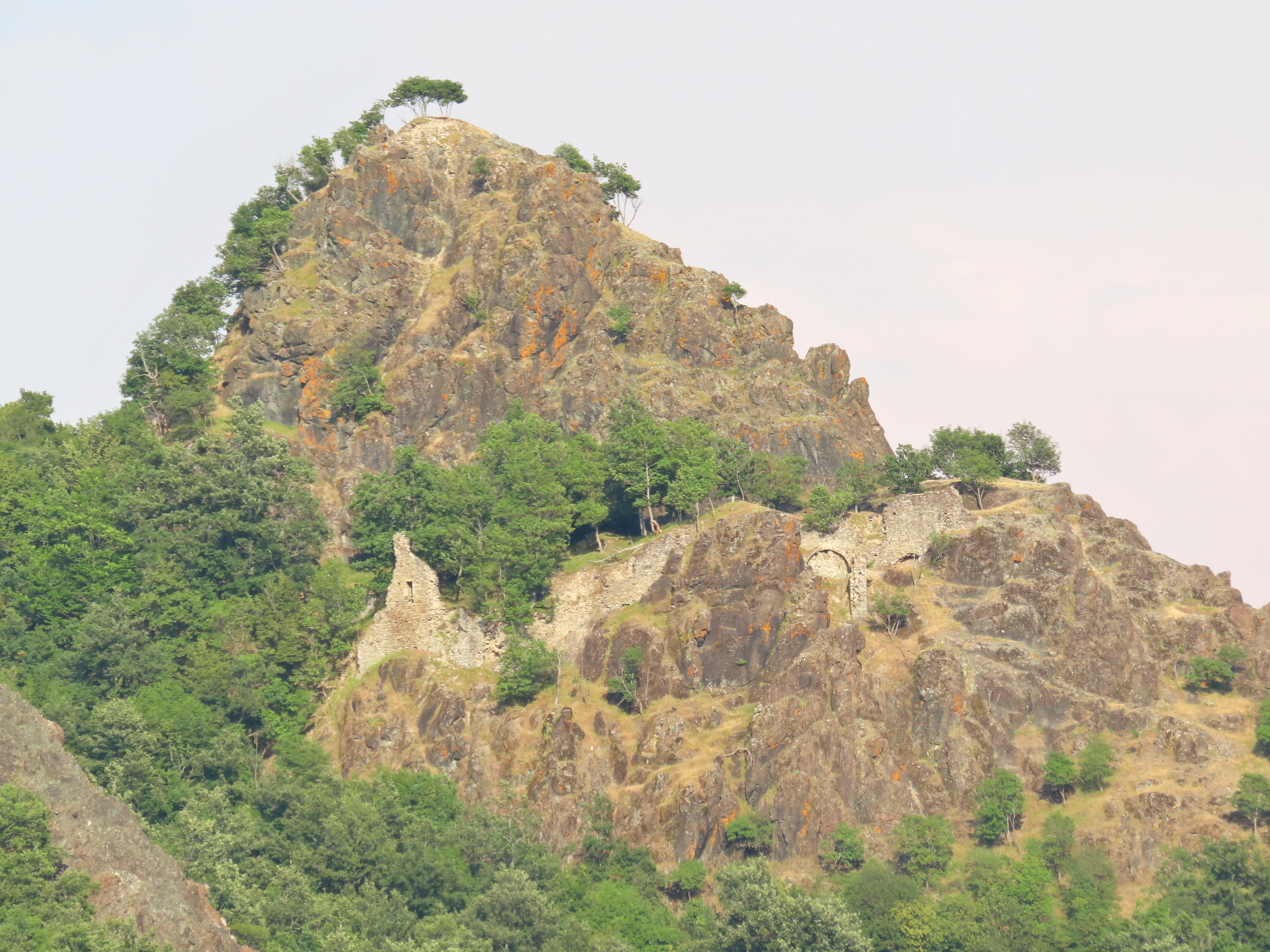
Ruderi della rocca di Gusaliggio

Innalzata probabilmente nel XII secolo dai Pallavicino, la rocca fu notevolmente ampliata e rinforzata dal marchese Oberto II intorno alla metà del XIII secolo ma distrutta negli scontri subiti da parte dei guelfi parmigiani e piacentini nel 1269; successivamente ricostruita e arricchita dai vari proprietari, cadde inesorabilmente in declino nel XVIII secolo, per essere quasi completamente demolita intorno alla metà del XIX e utilizzata come cava di materiali da costruzione da parte dei Conti; oggi della possente rocca rimangono solo i ruderi di alcuni muri, di archi, dei locali del livello terreno scavati nella roccia e di un torrione a pianta circolare, seminascosti dalla vegetazione.

### Palazzo Conti
Edificato intorno al 1850 con le pietre ricavate dalla demolizione della rocca, l'elegante palazzo neoclassico, adiacente alla chiesa di Santa Maria Assunta, fu utilizzato fino agli inizi del XX secolo quale sede municipale del Comune di Valmozzola.